# Sardinella gibbosa
La sardinela dorada (Sardinella gibbosa) es una especie de pez de la familia Clupeidae. Es nativa de aguas tropicales poco profundas del Indopacífico occidental, vive a profundidades de hasta 70 m y está asociada a arrecifes de coral. Alcanza los 17 cm de longitud y forma grandes bancos.
Es un pez comercial importante, y se consume seco, salado, hervido o hecho bolas de pescado.

## Reproducción
Los huevos de S. gibbosa son únicos porque no poseen un amplio espacio perivitelino (un aspecto importante de los huevos de sardinela y de la mayoría de los peces pelágicos). Algunos científicos no consideran a esta especie un verdadero miembro del género Sardinella por este motivo. La época de desove de estos peces va de abril a octubre. En esta especie hay una tendencia a que los peces más pequeños desoven antes en la temporada de desove. El pico de desove se produce en junio y julio y le siguen los ejemplares mayores que tienden a desplazarse a las zonas de desove más tarde en la temporada.

## Determinación de la edad
La determinación de la edad en esta especie ha resultado difícil debido a la presencia de pequeños anillos en las escamas denominados annuli. Sin embargo, es muy difícil determinar su verdadera causa. Estos anillos están a menudo interrumpidos o dentados en los patrones de las escamas (estrías) están a menudo interrumpidos o dentados. Los espacios entre las estrías son a menudo de color más claro, especialmente en comparación con el resto de la región estriada de la escama. En comparación, el salmón y la trucha forman anillos mucho más definidos según los anillos que se forman más cerca unos de otros durante las distintas estaciones del año. En esencia, el debate es si estos anillos son anillos de desove o si se desarrollan como resultado de alguna causa desconocida y un marco temporal desconocido. Esta información es ineficaz como medida de la edad del pez hasta que estas cuestiones se aclaren y sean definitivas.

## Producción comercial
La Sardinella gibbosa seca es una de las favoritas, sobre todo en los mercados coreanos. Este pescado se anuncia como arenque seco en Corea, Inglaterra, Suecia y Canadá. El proceso de elaboración de la Sardinella gibbosa vietnamita consiste en lavarla, cocerla al vapor, secarla al sol, envasarla y conservarla. Estos peces son importantes en las pesquerías de algunas zonas de la India y de todo el sudeste asiático.

## Características distintivas
La sardinela dorada tiene un cuerpo relativamente delgado y un número de branquias inferior a la media, con pequeñas perforaciones únicas en la parte posterior de las escamas y una mancha oscura en la aleta dorsal.

## Distribución
La distribución de S. gibbosa incluye el Pacífico indooccidental, la costa oriental africana y un área de distribución que va desde Madagascar hasta Indonesia. Registrada por primera vez en 2008 en el mar Mediterráneo frente a Israel, se sospecha que está presente en otros lugares debido a su parecido con Sardinella maderensis. S. gibbosa es una de las sardinelas más abundantes en el Pacífico indooccidental y frente a las costas de Taiwán, Corea y Australia. Se pesca sobre todo en el sur de la India y en mercados de todo el sudeste asiático.